# Jorge Barón
Jorge Eliécer Barón Ortiz (Ibagué, 29 de junio de 1948), conocido como Jorge Barón, es un presentador de radio y televisión, locutor y empresario colombiano.

## Biografía

### Primeros años
Nació el 29 de junio de 1948 en el barrio Posada Cuellar de Ibagué en un hogar conformado por Luis Eduardo Barón y Gloria Berta Ortiz, también conformado por sus hermanos Luis Eduardo y Amparo. Su niñez estuvo llena de carencias económicas. Jorge Barón trabajaba en su misma casa vendiendo cometas, con lo cual contribuía al sustento de su familia. Tuvo problemas con su padre, por lo que decidió cambiar su apellido original, Varón con "V" por Barón con "B".
Jorge Barón inició sus actividades trabajando en una cooperativa de transportes de la ciudad, recorriendo los pueblos del Tolima para ganar el sustento, aunque simultáneamente trabajaba ya en su adolescencia en varias emisoras de Ibagué. En La Voz del Nevado y en Ondas de Ibagué en donde narraba los partidos del Deportes Tolima.
En la carrera que Jorge Barón la siguió en la radio en Bogotá en la cual inició en 1960 y La Voz de Colombia (hoy parte de Caracol Radio), en donde fue mensajero y discotecario, cuando la dirigía Julio Sánchez Vanegas quien lo ayudó a seguir su camino.

### Estudios
Realizó sus estudios de bachillerato en Ibagué y luego viajó a Bogotá en busca de oportunidades, allí se matriculó en el Departamento de Ciencias Económicas y Sociales de la Facultad de Ciencias de la Educación de la Sede Principal de la Universidad Libre para estudiar economía carrera que no la culminó.

### Vida personal
Estuvo casado con Martha Barrero quien es la hermana del periodista Fernando Barrero Chaves con quien tiene cuatro hijos como: Jorge Luis, Jorge Eliecer, Jorge Andrés y Jorge Eduardo (del mismo nombre).
Estuvo casado con Ana Cristina Botero quien es la hermana de Maria Cecilia Botero con tuvo un hijo llamado Santiago.
Estuvo casado con Martha Zulay Bernal.

## Trayectoria
El 24 de mayo de 1969 crea su empresa productora, Jorge Barón Televisión, de la cual se destacaban las producciones memorables como El show de las estrellas y Embajadores de la música colombiana y un número de magazines, telenovelas, series y dramatizados que le abrieron las puertas al público colombiano. Jorge Barón se ha destacado porque en sus presentaciones dice frases célebres como "¡Entusiasmo!", "¡Agüita pa' mi gente!" o "¡Colombia, vamos por la paz!". Su frase anterior cuando iniciaba su programa en estudio era "A través de nivel nacional e internacional". Ha sido catalogado por diversas personalidades, entre ellas el canciller Jaime Bermúdez, como un embajador de la cultura colombiana y una persona portadora de una semilla de esperanza.
El inicio de Jorge Barón en la televisión colombiana se dio en un programa de cocina Cocine de primera con Segundo en donde se valía de prácticas recetas y en el cual logró el éxito que lo llevaría a la fama. Más tarde, fundó una programadora que llevaría su nombre, Jorge Barón Televisión, la cual presentaba y dirigía un programa de música en estudio, El show de las estrellas, que se emitió desde el día 24 de mayo de 1969, los sábados de 4:30 a 5:00 de la tarde en la Cadena Nacional, ya gerenciado por Inravisión. En ese espacio se presentaron varios artistas de nivel nacional e internacional, de diferentes géneros musicales. 
En la licitación pública, su naciente programadora se adjudicó nuevos espacios como Embajadores de la música colombiana, que inició el 5 de febrero de 1971 en la televisión nacional a través de Teletigre, el cual también se difundió en el espacio de los viernes en la noche. En él se destacaron varios artistas del folclor nacional con alto renombre en el país. Embajadores de la música colombiana, bajo la dirección de Jorge Barón, toma la decisión de sacar las cámaras de los estudios para registrar los más hermosos paisajes que acogían la presentación de los artistas. Durante el desarrollo de su carrera, destaca un espacio televisivos llamado Ritmo cambiante que se emitía a mediados de los setenta y tenía invitados de la música de la nueva ola de Colombia y del extranjero. Luego creó un programa concurso para cantantes aficionados, La nueva estrella de las canciones, también producido por Jorge Barón Televisión, que llegó en 1976 y en el que había varios participantes de todo el país participando para ganar varios premios en efectivo y la grabación de un disco. En ese espacio resultó ganadora la cantante cartagenera Ana Milena Vergara. Luego, La gran fiesta de los hogares colombianos, en 1979,  llegó a trasmitirse en vivo y en directo para la Navidad y el Año Nuevo con la presentación de varias orquestas colombianas e internacionales, y grupos vallenatos destacados de la época para la llegada de las fiestas de diciembre. El espacio se producía en los estudios del programa musical El show de las estrellas, bajo la dirección y presentación de Jorge Barón.
Hacia los años ochenta y durante el paso a la nueva licitación, Jorge Barón Televisión emite para 1981 el espacio bandera Señoras y señores que contenía secciones como La cámara indiscreta, El sintocayo, y El hueco.
Luego incursionó en el periodismo de entretenimiento como el Noticiero del Espectáculo, magazín con entrevistas y secciones relacionados con la actualidad de la farándula a nivel nacional e internacional. Este espacio fue dirigido y presentado por Jorge Barón en el año de 1987. En el 2004 presentó el noticiero Telepaís hasta el 30 de diciembre de 2016. Actualmente presenta y dirige el El Show De Las Estrellas y La gran fiesta de los hogares colombianos que estos dos últimos pasaron a emitirse por RCN Televisión a partir de 2017 y el programa radial del Noticiero del Espectáculo para Emisora Punto 5.

## Reconocimientos
- Recibió la Cruz de Boyacá en 2004 por su labor de trasladar su programa fuera de Bogotá a todos los pueblos de Colombia y llevar un poco de alegría con sus presentaciones.[4]

- También fue embajador de paz, recorrió el país llevando música y alegría a todos los rincones de la patria

- El 22 de junio de 2022 fue galardonado por los Guinness World Records[5] , como el "Presentador de programas musicales de televisión con mayor trayectoria del mundo" por sus 52 años de carrera en su programa El show de las estrellas, "con el que ha llegado a todos los rincones de Colombia y ha hecho pasar momentos alegres a todas las familias colombianas".